# Evy Schubert
Evy Schubert (* 1981 in Bremen) ist eine deutsche Regisseurin, Videokünstlerin und Autorin.

## Beruflicher Werdegang
Schubert studierte Photographie und Philosophie in Paris (Spéos Photographic School Paris; Universität Sorbonne), Kommunikationswissenschaft und Sozialwissenschaft in Erfurt (B.A.) und Theaterwissenschaft an der Freien Universität Berlin (M.A.). Sie absolvierte eine Ausbildung zur Regisseurin u. a. an der Volksbühne am Rosa-Luxemburg-Platz Berlin unter Dimiter Gotscheff, Herbert Fritsch und Anne Tismer (u. a. Mitarbeit bei Die (S)panische Fliege und Murmel Murmel). Engagements hatte sie bisher am Schauspielhaus Wien, am Landestheater Niederösterreich, am Ballhaus Ost, am Theater an der Parkaue, am Burgtheater Wien, am Schauspielhaus Zürich und dem Schauspielhaus Bochum. Von 2017 bis 2020 war sie regelmäßig als Dramaturgin für Herbert Fritsch tätig. Ihre Programmhefte für die jeweiligen Inszenierungen gestaltete sie als illustrierte Kunstbücher. Ferner kuratiert und gestaltet Schubert Websites und Social-Media-Projekte.
Schubert gab ihr Regiedebüt mit dem Film Vodopad (2009), der am Ballhaus Ost Berlin Premiere hatte und im Kino Babylon Berlin in die Programmreihe Neuer Deutscher Film aufgenommen wurde (2010). Parallel zu ihren Engagements am Theater ist seitdem ein umfangreiches Werk an Kunstfilmen, Theaterfilmen und hybriden Multimediaperformances entstanden. Sie inszeniert auch die Uraufführungen der von ihr verfassten Theatertexte wie z. B. Westend und Goldene Angelegenheiten am Ballhaus Ost, Berlin oder World Wide Nap™️ - Theater für eine*n Zuschauer*in am Haus der Statistik Berlin und Priscilla 25. Ghost Me If U Can am Schauspielhaus Wien. Schuberts Uraufführung von Am Ball. Wider erbliche Schwachsinnigkeit von Lydia Haider und Esther Straganz am Schauspielhaus Wien (2020/21) wurde über drei Spielzeiten gezeigt und umfassend in der Presse besprochen. Zu der Inszenierung erschien ein Gesamtkunstwerk bestehend aus einer Website, einem Instagramkanal, einem Langfilm und einer Plakataktion in der Stadt Wien. Ferner verbindet Evy Schubert eine intensive Zusammenarbeit mit den Schauspielern Margarita Breitkreiz, Sabine Waibel und Werner Eng, mit denen sie eine Vielzahl an Theater- und Filmarbeiten realisiert hat. Mit Holy Shit brachte sie ein umfangreiches multimediales Gesamtkunstwerk zur Uraufführung, welches in der Inszenierung von Last Prayer am Ballhaus Ost, Berlin, kulminierte. Evy Schubert ist Mutter eines Sohnes und lebt in Berlin.

## Inszenierungen (Auswahl)
- 2024: holyshit.vision von Evy Schubert, Ballhaus Ost, Berlin
- 2024: Last Prayer von Evy Schubert, Ballhaus Ost, Berlin
- 2023: Beauty[7] von Evy Schubert, Heimathafen Neukölln, Berlin
- 2022: Priscilla 25. Ghost Me If U Can. von Evy Schubert, Schauspielhaus Wien
- 2021: World Wide Nap | Theater für eine*n Zuschauer*in™️ von Evy Schubert, Haus der Statistik, Berlin
- 2020/21: Am Ball. Wider erbliche Schwachsinnigkeit von Lydia Haider und Esther Straganz, Schauspielhaus Wien
- 2020: Es war kein Mal in einem Vergnügungspark in Hong Kong von Evy Schubert, BHROX Berlin
- 2020: Gandhi, Landestheater Niederösterreich
- 2019: Yvonne, die Burgunderprinzessin von Witold Gombrowicz, Akademie für darstellende Kunst Baden-Württemberg
- 2019: Lassen Sie mich durch, ich bin. Landestheater Niederösterreich
- 2018: Die Maschine steht still, Fassung von Evy Schubert nach E.M. Forster, Theater an der Parkaue, Berlin
- 2016: Goldene Angelegenheiten von Evy Schubert, Ballhaus Ost, Berlin
- 2016: Westend von Evy Schubert, Ballhaus Ost, Berlin

## Dramaturgie (Auswahl)
- 2020: Herbert, Regie Herbert Fritsch, Schauspielhaus Bochum
- 2019: Zelt, Regie Herbert Fritsch, Burgtheater Wien
- 2019: Totart Tatort, Regie Herbert Fritsch, Schauspielhaus Zürich
- 2017: Grimmige Märchen, Regie Herbert Fritsch, Schauspielhaus Zürich
- 2017: Komödie der Irrungen, Regie Herbert Fritsch, Burgtheater Wien

## Kunstfilme (Auswahl)
- 2022: Priscilla 25. Ghost Me If U Can, Theaterfilm in Kooperation mit dem Schauspielhaus Wien
- 2020: Am Ball. Wider erbliche Schwachsinnigkeit, Theaterfilm in Kooperation mit dem Schauspielhaus Wien
- 2020: I’ve Seen this Mermaid. 4 Real!, Miniserie
- 2018: Keine Geister, die er rief, mittellanger Film
- 2016: Dominus Dixit, Kurzfilm
- 2015: Korridor Nr. 50, mittellanger Film
- 2013: Es war zweimal, Kurzfilm
- 2012: Zeitkreis, Kurzfilm
- 2009: Vodopad, Dokumentarischer Essayfilm

## Auszeichnungen
- Nominierung von Beauty (UA am Heimathafen Neukölln, Berlin) als bestes Stück des Jahres 2023[8] in der Kritiker:Innen-Umfrage von Theater Heute
- Preis für Harmonie zwischen Inhalt und Form für den Film Dominus Dixit, International Kansk Film Festival in Russland (2016)
- Nominierung von Korridor Nr. 50 als bester mittellanger Film, Festival Achtung Berlin (2015)
- Teilnahme am Internationalen Forum des Berliner Theatertreffen (2014)
- Le monde tombé wurde als Gewinnerfilm des Facade Video Festivals Plovdiv ausgezeichnet (2012)